# Naviglio Pavese

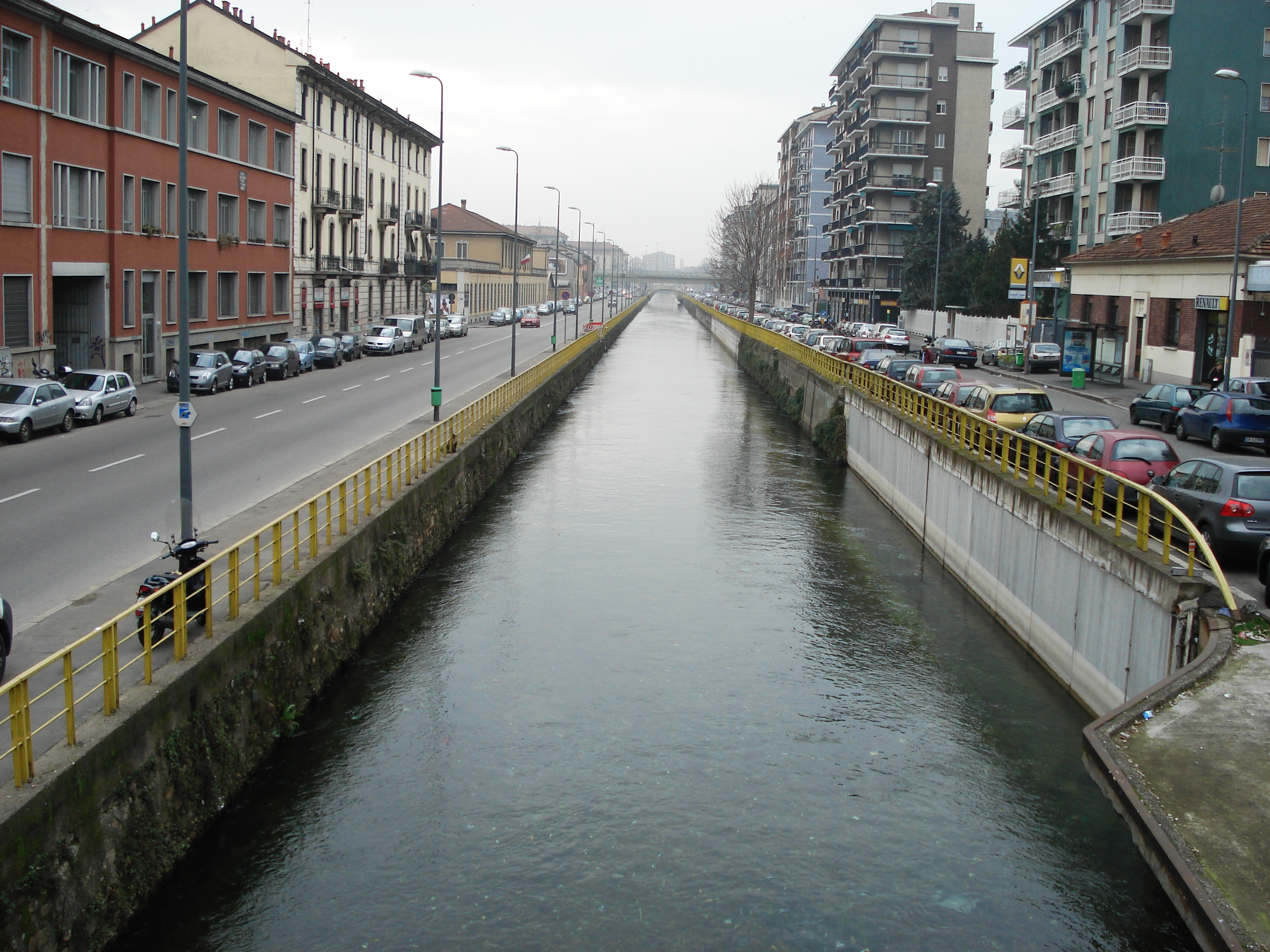
Naviglio Pavese

Der Naviglio Pavese ist ein Naviglio (Kanal) in Italien, der 35 km lang ist.
Er wurde im 14. Jahrhundert erbaut, beginnt an der Porta Ticinese in Mailand, wo sich Naviglio Grande und Naviglio Pavese im alten Hafenbecken, der Darsena, treffen und verbindet Mailand über Binasco, Pavia und den Fluss Ticino mit dem Po. 1805 ließ Napoléon I. ihn vollenden.
Neben dem Naviglio Grande (in Richtung Westen) bietet der Naviglio Pavese einen eleganten Weg für Fahrradfahrer, die Stadt (in Richtung Süden) zu verlassen: Stadtauswärts rechts und ab Binasco links verläuft ein sehr gut ausgebauter Radweg.

Radweg von Pavia stadtauswärts am Kanal Naviglio Pavese